# Henri-Gabriel Ibels
Henri-Gabriel Ibels (Paris, 30 de novembro de 1867 - Paris, fevereiro de 1936) foi um pintor, ilustrador, gravador e escritor francês, conhecido por sua participação no grupo dos Nabis.

## Biografia
Estudou na Académie Julian com Pierre Bonnard e Édouard Vuillard e foi membro de Les Nabis. Outros membros foram Gauguin, Utrillo, Félix Vallotton e Émile Bernard. Ibels participou nas exposições de Les Nabis na galeria de Le Barc de Boutteville. Com Vuillard e Maurice Denis ele rapidamente chamou a atenção pública e ganhou o apelido de 'Le Nabis journaliste'.
As imagens de Ibels eram poderosas e pesadamente gráficas, em consonância com o movimento que era uma mistura generosa de arte, design gráfico e publicidade, como se vê nas litografias e pôsteres para teatro, cabaré e ilustração do livro.
Ibels inspirou-se na vida das ruas, nos cafés, no circo e no ringue de boxe, como Adolphe Willette, Henri de Toulouse-Lautrec e Théophile-Alexandre Steinlen. Seu estilo gráfico devia muito à arte de Honoré Daumier, às gravuras em madeira japonesas, a Paul Gauguin e a Escola Pont-Aven.
Ibels colaborou com Toulouse-Lautrec e envolveu-se com o teatro de vanguarda. Ele expôs no Salon des Indépendants pela primeira vez em 1891.

## Obras selecionadas

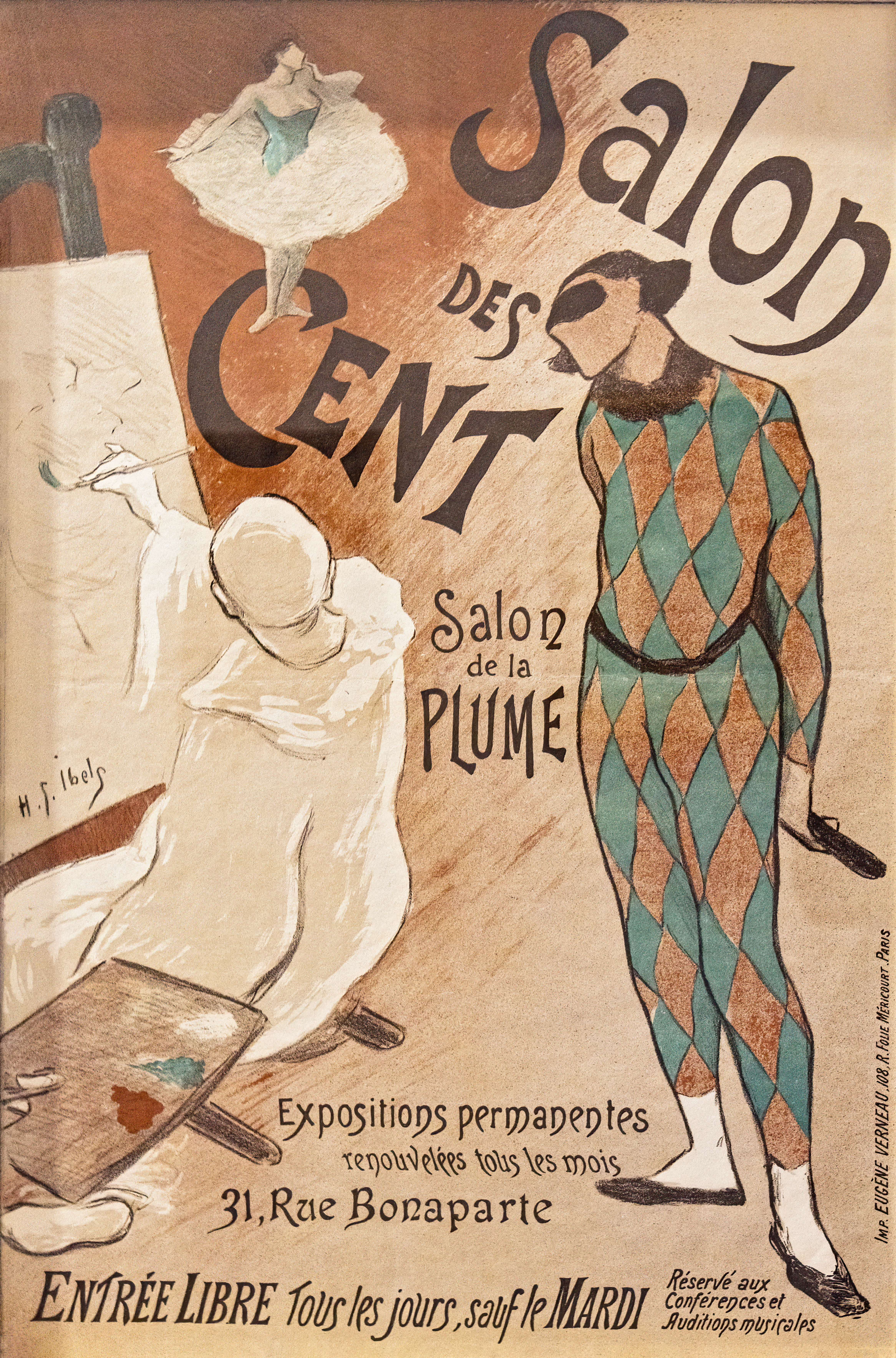
Pôster para a primeira exposição do Salon des Cent 1893
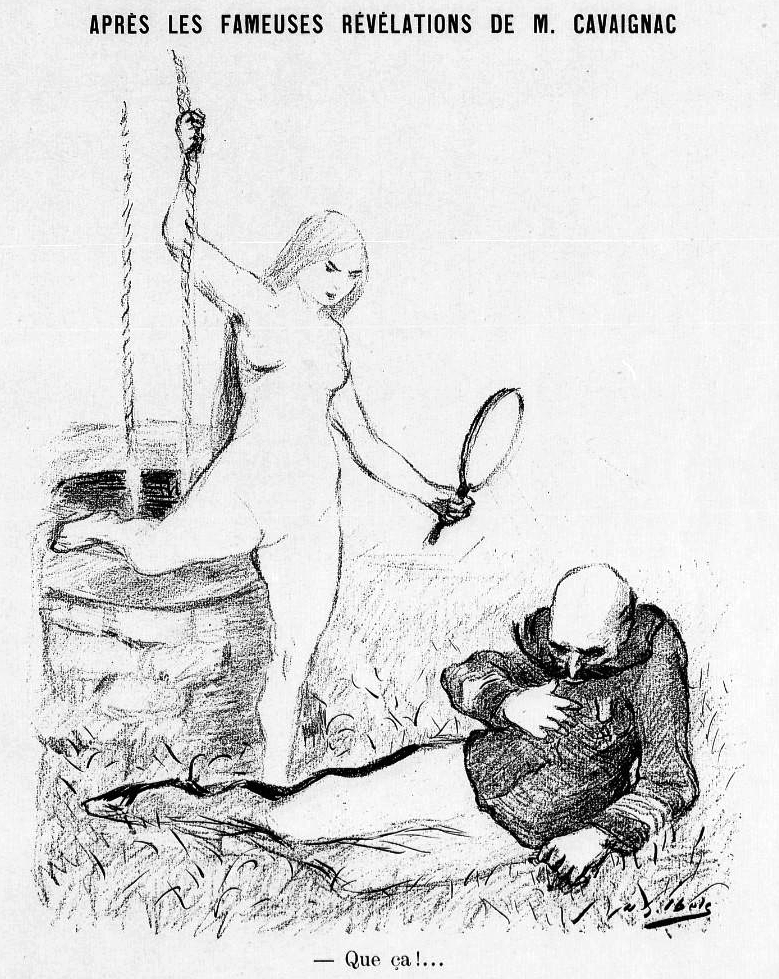
"Après les fameuses révélations de M. Cavaignac": Comandandte Esterhazy, desabou no chão. Desenho em Le Sifflet, 14 de julho de 1898.
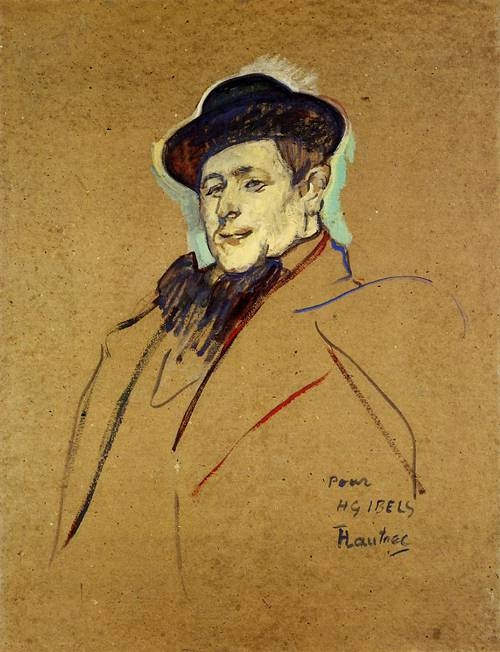
Retrato de Henri-Gabriel Ibels de Henri de Toulouse-Lautrec

Cartazes publicados em Les Maîtres de l'Affiche
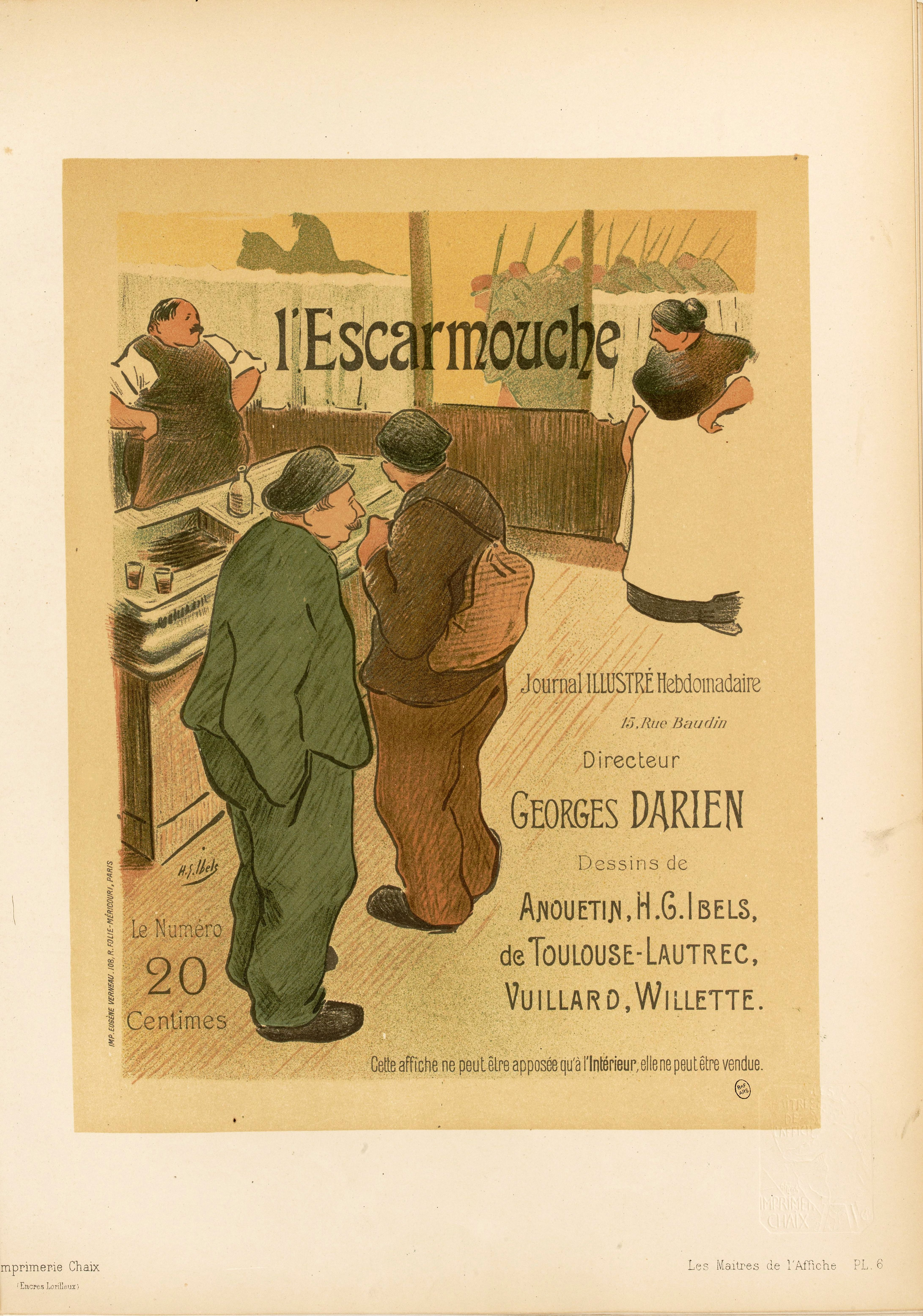
Poster 6
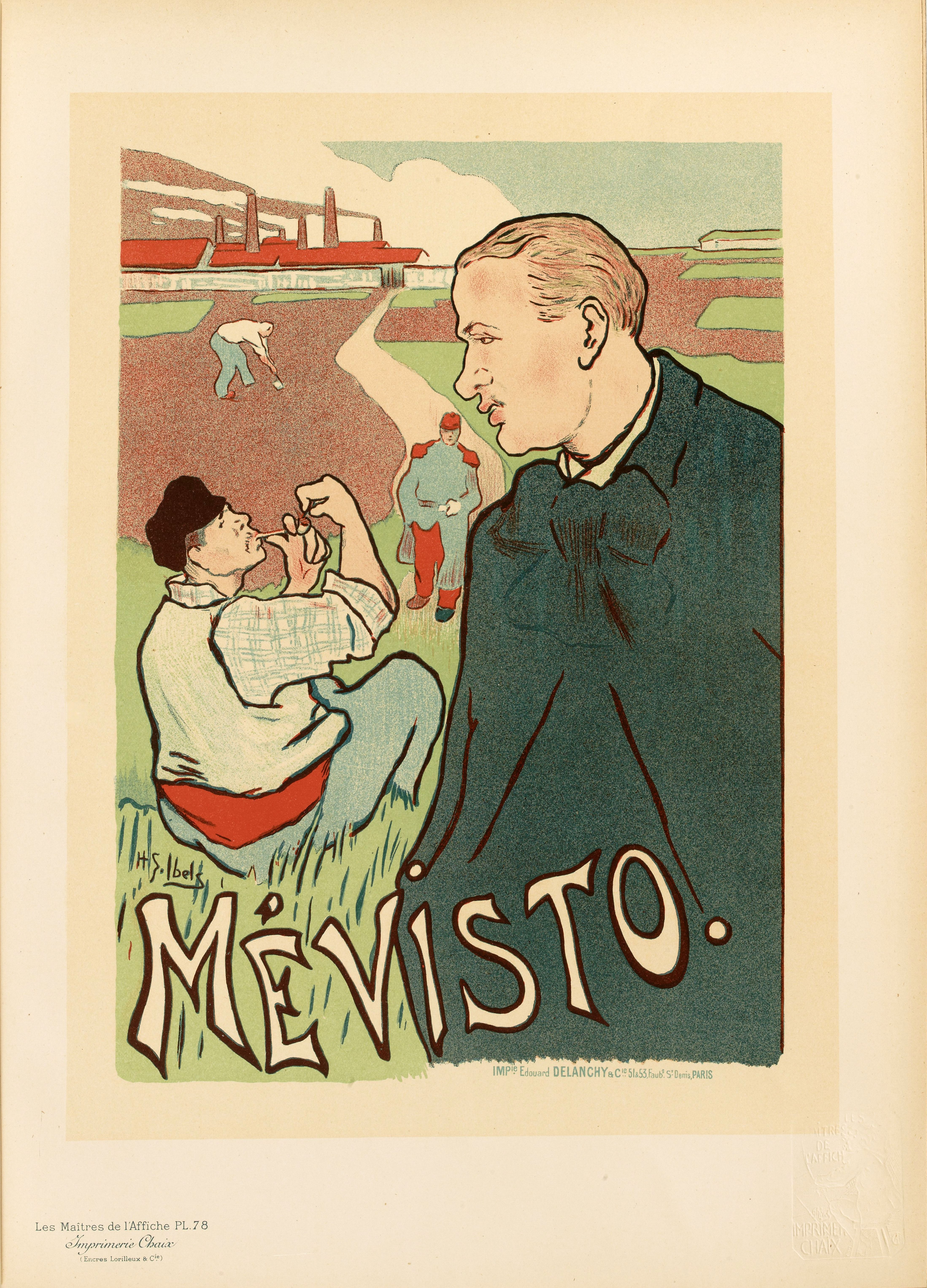
Poster 78
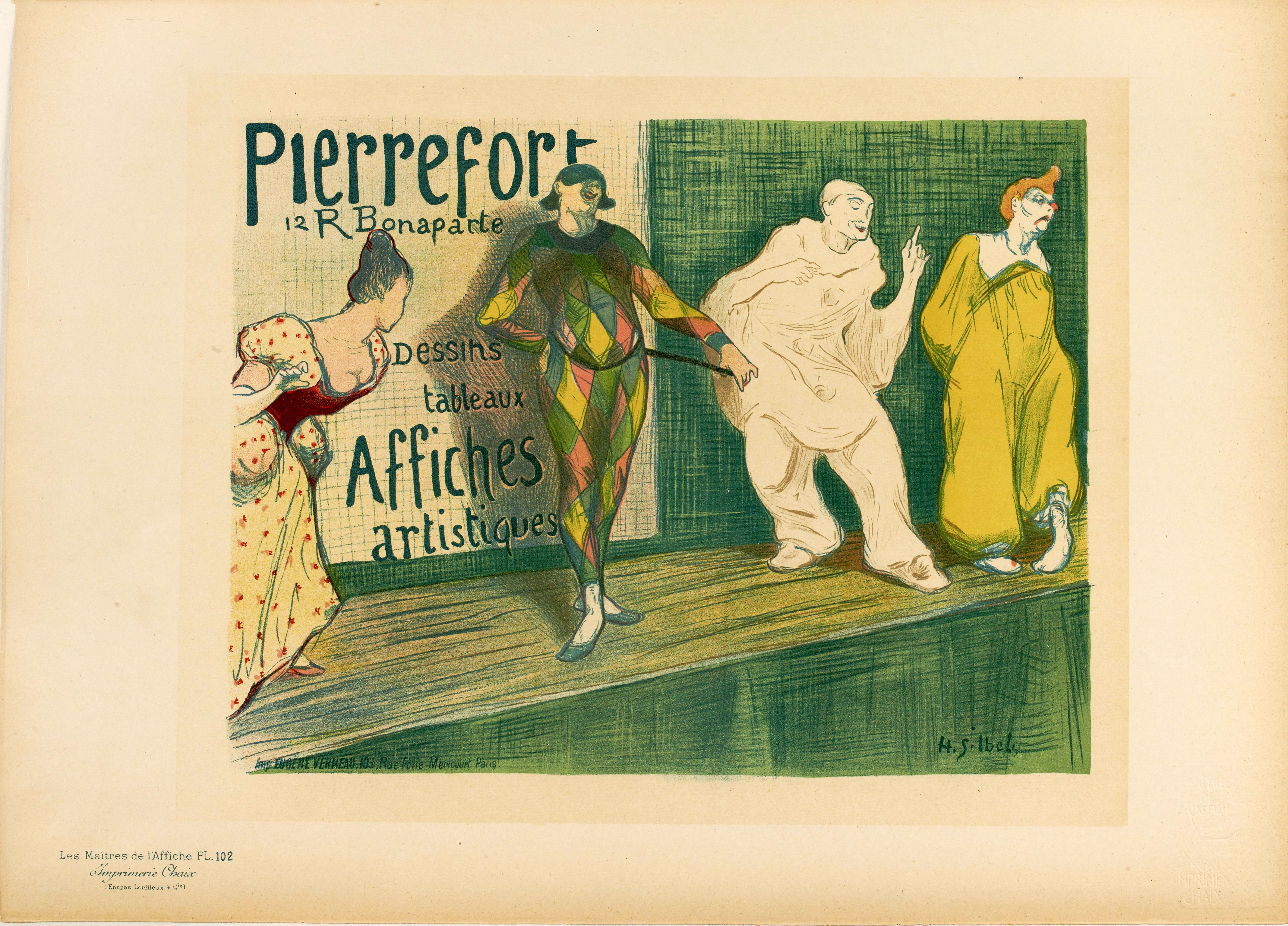
Poster 102
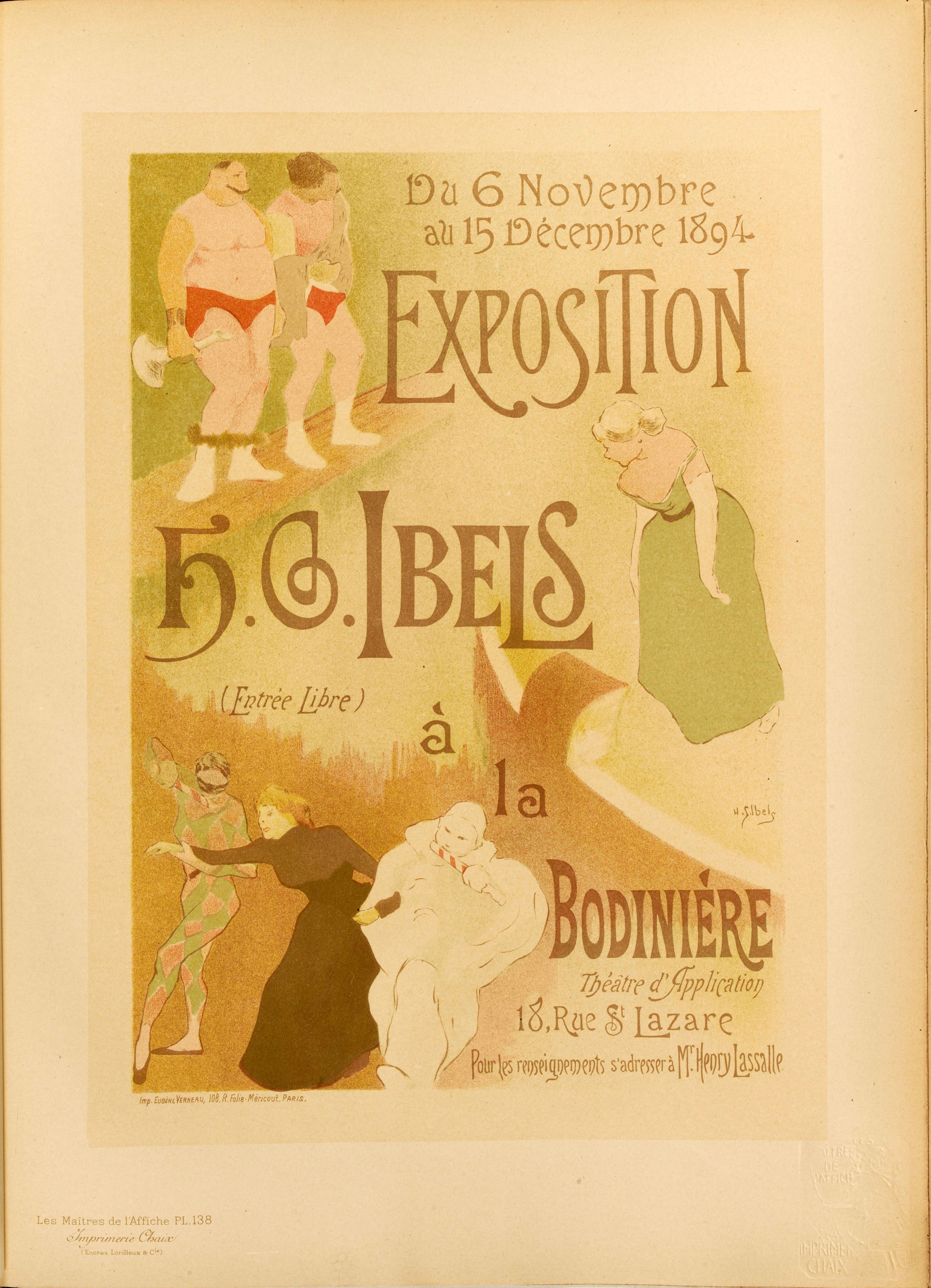
Poster 138